# Ophiorrhiza klossii
Ophiorrhiza klossii är en måreväxtart som beskrevs av Henry Nicholas Ridley. Ophiorrhiza klossii ingår i släktet Ophiorrhiza och familjen måreväxter. Inga underarter finns listade i Catalogue of Life.